# Magalhães Pinto
José de Magalhães Pinto (Santo Antônio do Monte, 28 de junho de 1909 — Rio de Janeiro, 6 de março de 1996) foi um advogado, economista, banqueiro e político brasileiro com atuação em Minas Gerais, estado do qual foi governador e que representou no Congresso Nacional. Participou ativamente da conspiração que precedeu o Golpe Militar de 1964 no Brasil e foi um dos signatários do Ato Institucional Número Cinco.

## Vida empresarial
Filho de José Caetano de Magalhães Pinto e Maria de Magalhães Pinto. Aos dois anos mudou de Santo Antônio do Monte para Formiga e depois Juiz de Fora até ingressar no setor financeiro como funcionário do Banco do Estado de Minas Gerais e ao sair deste tornou-se gerente do Banco Real indo trabalhar em Belo Horizonte e no Rio de Janeiro sem deixar a presidência da Associação Comercial de Minas Gerais. Eleito presidente da Federação de Comércio de Minas Gerais, fez uma incursão pelo setor siderúrgico e presidiu o Sindicato Nacional dos Exportadores de Ferro e Metais Básicos. Advogado formado pela Universidade Federal de Minas Gerais figurou entre os opositores do Estado Novo ao assinar o Manifesto dos Mineiros dirigido ao presidente Getúlio Vargas em 1943 e em resposta foi afastado de todos os cargos e funções que ocupava sendo obrigado a fundar, no ano seguinte, o Banco Nacional.

## Carreira política

### Na UDN
Fundador da União Democrática Nacional (UDN), foi eleito deputado federal em 1945. Após participar da Assembleia Nacional Constituinte que elaborou a Constituição de 1946, pediu licença para assumir a Secretaria de Finanças no governo Milton Campos. Após deixar o cargo ,foi reeleito em 1950, 1954 e 1958, elegendo-se presidente nacional da UDN no ano seguinte em lugar de Juracy Magalhães (que fora eleito governador da Bahia), e em 1960 foi eleito governador de Minas Gerais ao derrotar Tancredo Neves, candidato do PSD.
Em cinco anos à frente do Palácio da Liberdade, criou o Banco de Desenvolvimento de Minas Gerais e em seu governo, ocorreu o Massacre de Ipatinga. Utilizava como slogan a frase Minas Trabalha em Silêncio. Teve boa popularidade, cumprindo a promessa de entregar 500 grupos escolares, o que foi um dos fatores por trás dos ganhos da UDN na Assembleia Legislativa de Minas Gerais, ao lado da atuação de organizações como o Instituto de Pesquisas e Estudos Sociais (IPES) e a Ação Democrática Parlamentar (ADEP).
Almejava chegar à Presidência da República na eleição prevista para 1965. Entretanto, a Convenção Nacional de abril de 1963 consagrou Carlos Lacerda, governador da Guanabara, como o candidato do partido, e as últimas pesquisas antes do golpe em 1964 indicavam 22% das intenções de voto para Lacerda e apenas 2% para Magalhães. Os udenistas mineiros aceitavam Lacerda, pois tinha maiores chances de vitória e era consistentemente anticomunista, ao contrário de Magalhães, que desde a posse do presidente João Goulart mantinha uma postura amigável com o governo, se manifestava a favor das reformas e foi aliado importante na campanha pelo retorno ao presidencialismo.
Apesar de publicamente conciliatório com o governo, nos bastidores engajou-se na conspiração para derrubá-lo, usando a deposição de Goulart para impulsionar sua ambição política pessoal de tornar-se presidente. Numa reunião com os generais Carlos Luís Guedes e Olímpio Mourão Filho no final de 1963, sua adesão à conspiração foi explícita. Magalhães seria o chefe civil da "revolução" no estado. Minas Gerais destacou-se como o ponto de partida mais vantajoso para o início do golpe graças à coesão entre o governador e os generais. Entretanto, eles tinham divergências. Magalhães ficou num polo oposto ao de Guedes, alinhado aos empresários ligados ao IPES e que tinham projeto próprio, independente da ambição política do governador. Com Mourão, disputou a liderança do golpe na sua reta final.
Com o acirramento das tensões políticas nacionais, fortaleceu desde assumir a Polícia Militar de Minas Gerais (PMMG), que lhe era subordinada, de forma a usá-la como força combatente. Ela foi então incorporada aos planos de Guedes e Mourão. Desde 1962 negociou com Francisco Lacerda de Aguiar, governador do Espírito Santo, conseguindo a garantia do uso do Porto de Vitória para abastecer Minas Gerais durante um conflito prolongado com o governo federal. Através do Porto poderia vir apoio dos Estados Unidos. Esse corredor logístico seria defendido pela PMMG. Em seu governo, em 1963, também foi feito um Acordo de Limites pondo fim à disputa territorial com o Espírito Santo no noroeste capixaba. Com outros estados sua diplomacia também foi prolífica. Assegurou sua retaguarda por negociações com Goiás e Mato Grosso, e conseguiu de Adhemar de Barros, governador de São Paulo, a promessa de aderir ao movimento, contanto que fosse primeiro deflagrado em Minas Gerais.
Manteve-se à esquerda de Carlos Lacerda, chegando a falar em reformas de base e reforma agrária. Em 29 de fevereiro de 1964, denunciou o "anticomunismo irracional e fanatizado" num manifesto que mais agradou o Partido Trabalhista Brasileiro do que a UDN. A aparência conciliatória era possivelmente forma de ganhar vantagem sobre Lacerda na eleição presidencial. Para a historiadora Heloisa Starling, Magalhães oscilava de acordo com a conveniência; "como bom político mineiro, acendia uma vela para Deus, outra para o Diabo e uma mais para cada santo". Para o jornalista Pedro Gomes, a aparência de malabarismo político era forma de dissimular suas reais intenções.
Os últimos preparativos para o golpe em Minas Gerais foram feitos em março de 1964, e Mourão o deflagrou no dia 31, antecipando-se aos planos dos conspiradores no Rio de Janeiro e São Paulo. Magalhães tentou extrair o maior ganho eleitoral possível da operação iniciada em seu estado, buscando publicidade logo após o golpe. Entretanto, com o prolongamento do mandato do presidente Castelo Branco e a decretação do Ato Institucional n.º 2, suas ambições foram frustradas, embora sua carreira tenha continuado. Dentre as facções que derrubaram Goulart, Castelo Branco pertencia aos "modernizadores", enquanto Magalhães era um dos "tradicionalistas". Assim, prosperou politicamente com a chegada do "tradicionalista" Costa e Silva ao poder em 1967.

### Na ARENA

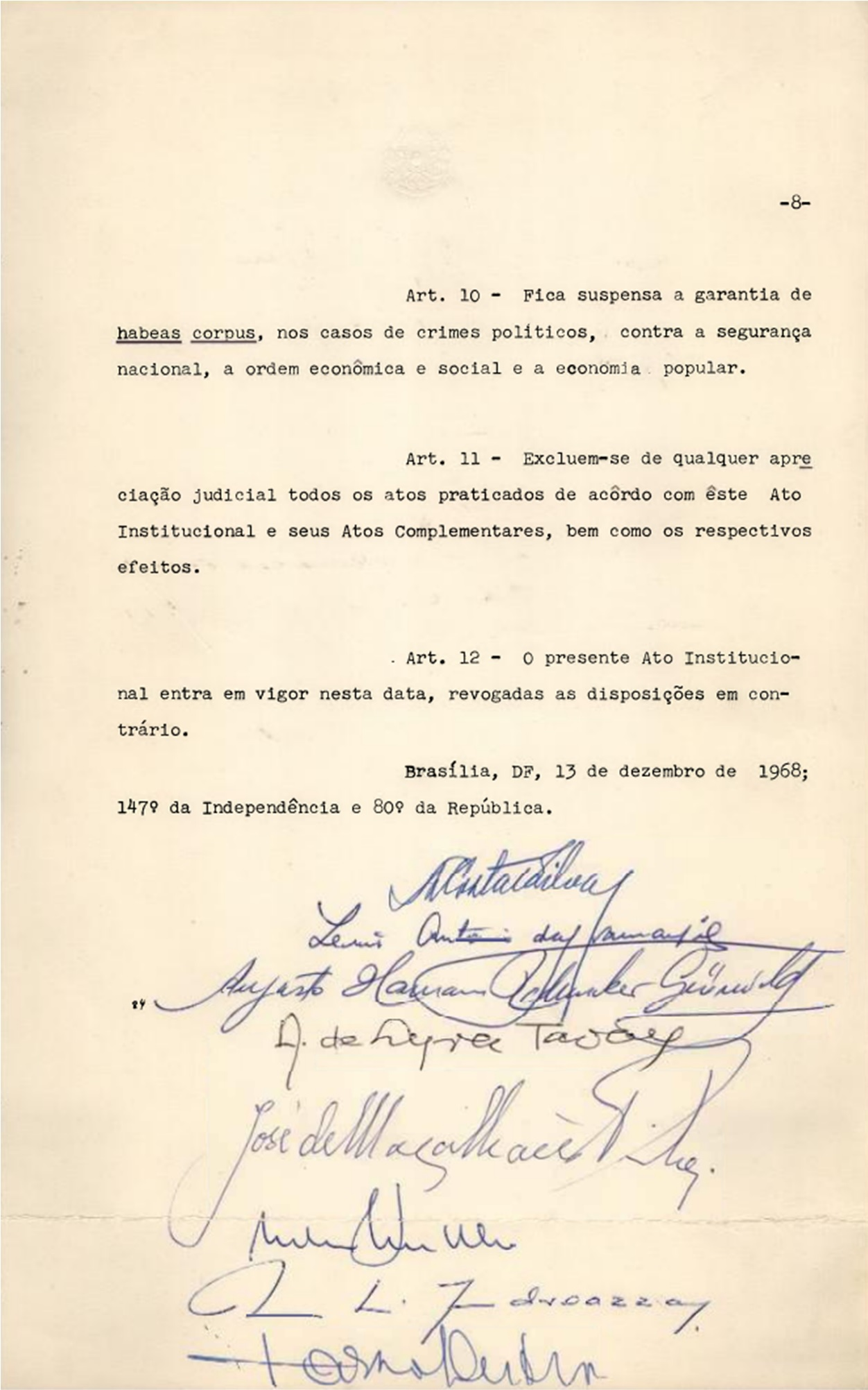
Oitava página do AI-5, onde a assinatura de Magalhães Pinto aparece na quinta posição, de cima para baixo. Documento sob a guarda do Arquivo Nacional.

Eleito deputado federal pela ARENA em 1966, assumiu o Ministério das Relações Exteriores no Governo Costa e Silva e no exercício do cargo articulou pedidos de empréstimos internacionais para financiar obras de infraestrutura para o desenvolvimento do Brasil numa política denominada Diplomacia da Prosperidade, em muitos pontos similar à Política Externa Independente dos governos Jânio Quadros e João Goulart. Ciente que a détente entre Estados Unidos e a União Soviética modificava as regras da política global, pregava uma aliança entre os países do Terceiro Mundo e nisso o Brasil se alinhou ao Grupo dos 77 e se recusou a assinar o Tratado de Não Proliferação de Armas Nucleares. Em 1968 apoiou a instalação do Ato Institucional Número Cinco pela chamada linha dura do Regime Militar que suspendeu várias garantias constitucionais.
Em 1970 foi eleito senador sendo escolhido presidente do Senado Federal em 1975 e em 1978 foi eleito deputado federal. Findo o bipartidarismo participou da fundação do Partido Popular em 12 de fevereiro de 1980 ao lado do senador Tancredo Neves, outrora um persistente rival político. A convivência entre eles cessou após a incorporação entre PP e PMDB, medida rejeitada por Magalhães Pinto que filiou-se ao PDS e foi reeleito deputado federal em 1982.
Em seu derradeiro mandato parlamentar ausentou-se da votação da Emenda Dante de Oliveira em 1984 e votou em Tancredo Neves no Colégio Eleitoral em 1985, encerrando uma rivalidade cultivada por anos. Este foi o último gesto político de sua carreira visto que fora acometido por um derrame cerebral e não retornou ao mandato sendo substituído por Delson Scarano.
| “ | Gratidão em política só dura 48 horas. | ” |

## Homenagens
O estádio do Mineirão é denominado Governador Magalhães Pinto em sua homenagem. A avenida principal da cidade de Coronel Fabriciano é denominada Avenida Governador José de Magalhães Pinto.
Recebeu o título de doutor honoris causa proposto pela Faculdade de Economia da Universidade do Porto (Portugal), em 1968.

## Morte
No ano anterior a sua morte, Magalhães Pinto sofreu dois derrames cerebrais que afetaram sua memória e seus movimentos. Morreu em consequência de hemorragia digestiva.

### Citações
1. ↑  BRASIL. Câmara dos Deputados. «Biografia do deputado Magalhães Pinto». Consultado em 8 de novembro de 2013
2. ↑  «Senado Federal do Brasil: senador Magalhães Pinto». Consultado em 8 de novembro de 2013. Arquivado do original em 24 de setembro de 2015
3. ↑  Foram ao todo sete mandatos de deputado federal e um de senador.
4. ↑  The National Security Archive (24 de Abril de 1995). «Telegrama de 30 de março de 1964, encaminhado da Embaixada Americana no Rio de Janeiro para o general Vernon Walters» 🔗 (PDF). George Washington University. Consultado em 4 de Abril de 2015
5. 1 2 3 4 5 6  CPDOC FGV 2001, PINTO, Magalhães
6. ↑  Nesta biografia optamos por usar a denominação mais recente de cada um dos bancos em que Magalhães Pinto trabalhou.
7. 1 2 3  BRASIL. Tribunal Superior Eleitoral. «Repositório de Dados Eleitorais». Consultado em 9 de novembro de 2013
8. ↑  «Página oficial do Banco de Desenvolvimento de Minas Gerais». Consultado em 9 de novembro de 2013
9. ↑  Rocha 2010.
10. ↑  «Magalhães fez oposição a Getúlio». Folha de S. Paulo. 17 de novembro de 1995
11. ↑  Lacerda 2017, p. 99.
12. 1 2  Lacerda 2017, p. 107-108.
13. ↑  Melo 2009.
14. 1 2  Lacerda 2017, p. 105.
15. ↑  Pinto 2015, p. 106-107.
16. ↑  Pinto 2015, p. 114.
17. ↑  Pinto 2015, p. 115.
18. ↑  Silva 2014, p. 218 e 233-234.
19. ↑  Pinto 2015, p. 109.
20. ↑  Vieira 2007, p. 100-101.
21. ↑  Silva 2014, p. 180.
22. ↑  Campos 2013, p. 998.
23. ↑  Gomes 1964, p. 88.
24. ↑  Lacerda 2017, p. 106-108.
25. ↑  Gomes 1964, p. 71-72.
26. ↑  Silva 2014, p. 172-173.
27. ↑  Lacerda 2017, p. 110-112.
28. ↑  CPDOC FGV 2001, GOLPE DE 1964..
29. ↑  Segundo o Tribunal Superior Eleitoral obteve a maior votação percentual do país com 46,33%.
30. ↑  Redação (21 de dezembro de 1981). «PP e PMDB decidem unir-se. Capa». acervo.folha.com.br. Folha de S.Paulo. Consultado em 23 de abril de 2023
31. ↑  Clóvis Rossi (26 de abril de 1984). «A nação frustrada! Apesar da maioria de 298 votos, faltaram 22 para aprovar diretas. Capa». acervo.folha.com.br. Folha de S.Paulo. Consultado em 23 de abril de 2023
32. ↑  Redação (16 de janeiro de 1985). «Sai de São Paulo o voto para a vitória da Aliança. Política, p. 06». acervo.folha.com.br. Folha de S.Paulo. Consultado em 23 de abril de 2023
33. ↑  Universidade do Porto – "Doutores Honoris Causa pela Universidade do Porto"
34. ↑  Veja, edição 1435, de 13 de março de 1996